# Bastardmakrele
Die Bastard- oder Holzmakrele (Trachurus trachurus), auch Stöcker oder Suri genannt, ist ein Meeresfisch, der an den Küsten des nordöstlichen Atlantik von Norwegen bis Südafrika, sowie im Mittelmeer vorkommt. An der Küste des südlichen Afrika kommt die Bastardmakrele bis zur Höhe von Maputo vor und erreicht damit auch den äußersten südwestlichen Indischen Ozean.

## Merkmale
Bastardmakrelen werden 40 bis maximal 70 Zentimeter lang, bleiben aber für gewöhnlich bei einer Länge von etwas über 20 Zentimeter. Das maximale veröffentlichte Gewicht liegt bei 2 kg. Sie sind von blaugrüner Farbe, oberseits gräulich oder schwärzlich, unterseits silbrig. Der Kiemendeckel trägt einen kräftigen schwarzen Fleck. Die Schuppen entlang der Seitenlinie sind groß (größer als der Augendurchmesser) und gekielt. Dies ist der auffälligste Unterschied zur sehr ähnlichen Mittelmeer-Bastardmakrele (Trachurus mediterraneus), deren Schuppen entlang der Seitenlinie viel kleiner sind.
Die erste, hartstrahlige Rückenflosse wird von neun Strahlen gestützt und ist höher als die längere zweite Rückenflosse, die von 30 bis 36 Weichstrahlen gestützt wird. Die Afterflosse hat drei Hart- und 24 bis 32 Weichstrahlen.

## Lebensweise
Bastardmakrelen leben in großen bis sehr großen Schwärmen, im Sommer vor allem küstennah über Sandböden, im Winter mehr ozeanisch in größeren Tiefen bis 500 Metern. Sie ernähren sich von kleineren Fischen (Heringe, Sprotten), Krebstieren und Kopffüßern.

## Fortpflanzung
Bastardmakrelen sind Freilaicher, deren Weibchen bis zu 140.000 pelagische Eier legen können. Die Larven sind beim Schlupf 5 mm lang. Jungfische finden sich oft unter den Schirmen von Quallen, wo sie sowohl Plankton, als auch Teile der Quallententakel und deren Geschlechtsorgane fressen. Bastardmakrelen werden bei einer Länge von 25 Zentimeter und mit einem Alter von 3 bis 4 Jahren geschlechtsreif.

## Wanderungen
Der nördliche Bestand der Bastardmakrelen lässt sich in zwei Populationen unterteilen. Die westliche Population laicht im zeitigen Frühjahr in der Biscaya und bei Irland und zieht anschließend entlang der Britischen Inseln in die nördliche Nordsee und an die Küste Südnorwegens. Die Nordseepopulation laicht im Sommer in der südlichen Nordsee und wandert dann in die mittlere Nordsee, den Skagerrak und den Kattegat.

## Nutzung
Bastardmakrelen gewinnen eine zunehmende Bedeutung in der Fischerei. Während die aus der Nordsee vor allem zu Fischmehl verarbeitet werden, sind sie in Südeuropa Speisefische, die frisch, geräuchert oder in Konserven vermarktet werden.